# در جستجوی آلاسکا (مینی‌سریال)
در جستجوی آلاسکا (انگلیسی: Looking for Alaska) یک مینی‌سریال آمریکایی به کارگردانی جاش شوارتز است. این مجموعه بر اساس رمانی به همین نام ۲۰۰۵ نوشته جان گرین است. پس از اینکه یک اقتباس فیلم بارها در پارامونت پیکچرز به تعویق افتاد، هولو یک قرارداد نهایی امضا کرد و یک مینی‌سریال هشت قسمتی را سفارش داد. این سریال در ۱۸ اکتبر ۲۰۱۹ در هولو پخش شد. این مینی سریال تحسین منتقدان و طرفداران کتاب را به همراه داشت و از نوشتن، بازیگری و وفاداری آن به منبع اصلی تمجید شد.

## بازیگران

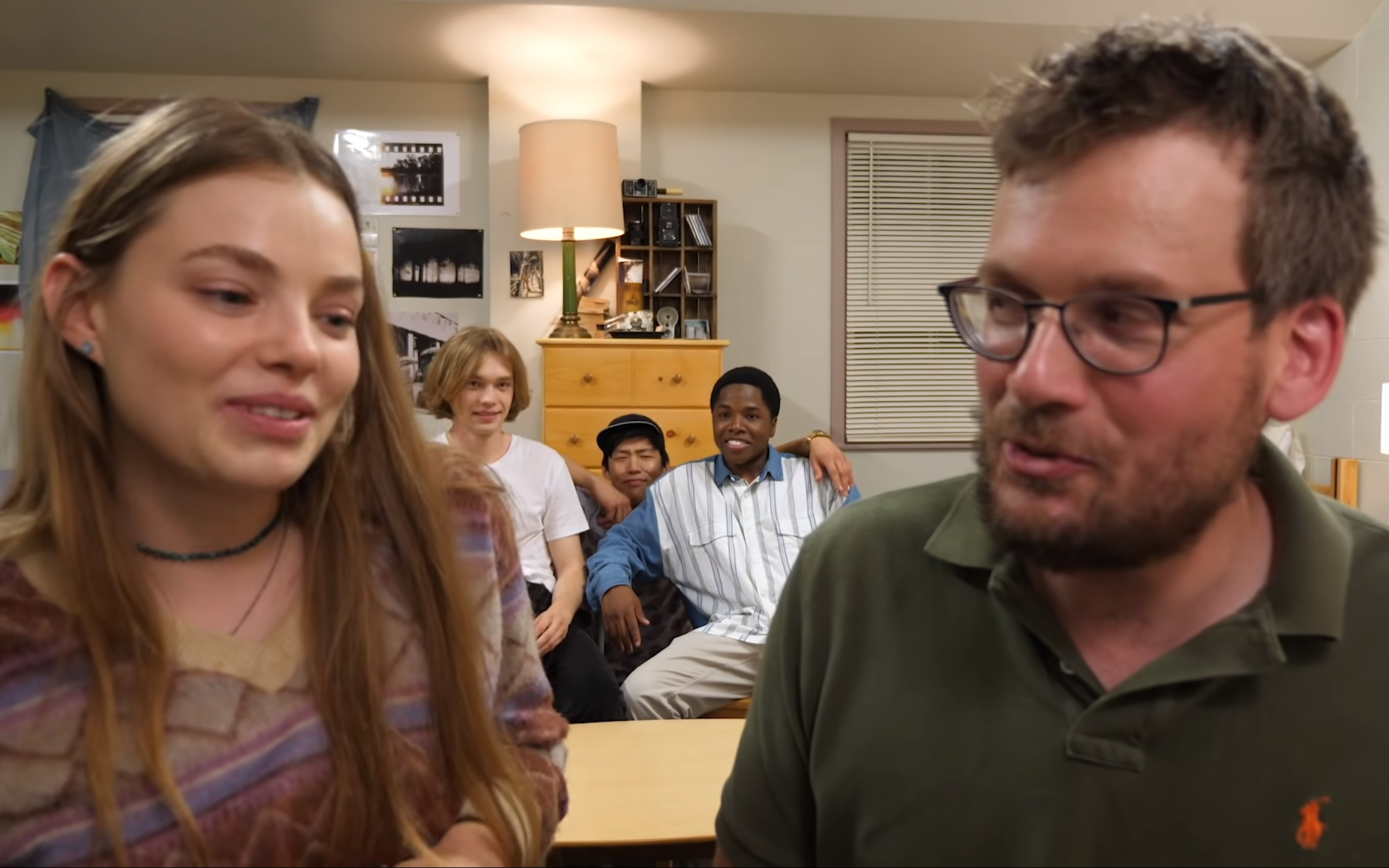
بازیگران و نویسنده (از چپ به راست): کریستین فروست، چارلی پلامر، جی لی، دنی لاو، و جان گرین، در Vlogbrothers در سال ۲۰۱۹

### اصلی
- چارلی پلامر در نقش مایلز «پاج» هالتر، دانش‌آموز دبیرستانی جدید در آکادمی کالور کریک از اورلندو، فلوریدا
- کریستین فروست در نقش آلاسکا یانگ، دختری که وقتی پاج به آکادمی کالور کریک می‌رسد توجه او را جلب می‌کند.
- دنی لاو در نقش چیپ «سرهنگ» مارتین، هم اتاقی و دوست پاج
- جی لی در نقش تاکومی هیکوهیتو، آلاسکا و دوست کلنل
- سوفیا واسیلویا در نقش لارا بوترسکایا، دختری که آلاسکا با پاج قرار می‌گذارد.
- لندر بندر در نقش سارا، دوست دختر سرهنگ و بعدها دوست دختر سابق
- اوریا شلتون در نقش لانگ‌ول چیس، یکی از بچه‌های ثروتمندی که به جنگجویان روزهای هفته معروف بودند و می‌توانستند آخر هفته به خانه بروند.
- جردن کانر در نقش کوین، یکی از اعضای گروه رزمی روزهای هفته
- تیموتی سیمونز در نقش آقای استارنز، با نام مستعار «عقاب»، مدیر آکادمی کالور کریک
- ران سیفس جونز در نقش دکتر هاید، معلم ادیان مسن در آکادمی کالور کریک

### مکمل
- مگ رایت در نقش ماریا، هم اتاقی و دوست سابق آلاسکا
- لوسی فاوست در نقش مادام اومالی، معلم فرانسوی در آکادمی کالور کریک
- هنری زاگا در نقش جیک، دوست پسر آلاسکا
- دنین تایلر در نقش دولورس مارتین، مادر مجرد سرهنگ

### مهمان
- براندون استنلی در نقش پل، دوست پسر ماریا
- ریچل متیوز در نقش فیونا، دوست جیک

## قسمت‌ها
| شم. | عنوان                                     | کارگردان         | نویسنده                         | تاریخ پخش اصلی |
| --- | ----------------------------------------- | ---------------- | ------------------------------- | -------------- |
| ۱ | «آخرین کلمات مشهور»                       | سارا آدینا اسمیت | جاش شوارتز                      | ۱۸ اکتبر ۲۰۱۹  |
| در سال ۲۰۰۵، مایلز هالتر از فلوریدا به آلاباما نقل مکان کرد تا در آکادمی کالور کریک شرکت کند و قصد دارد به دنبال "شاید بزرگ" خود باشد. او با هم اتاقی خود چیپ "سرهنگ" مارتین ملاقات می‌کند و با همکلاسی‌های جدیدش از جمله تاکومی و آلاسکا آشنا می‌شود. سرهنگ به مایلز در مورد "جنگجویان روزهای هفته"، گروهی از دانش آموزان ثروتمند در آکادمی، و آقای "عقاب" استارنز، مدیر سرسخت مدرسه، هشدار می‌دهد. ماریا، هم اتاقی آلاسکا و دوست پسرش پل، یکی از اعضای جنگجویان در روزهای هفته، هر دو پس از اینکه Eagle آنها را در حال وصل شدن می‌بیند، اخراج می‌شوند. مایلز که به آخرین کلمات مردم وسواس دارد، با آلاسکا معامله می‌کند که اگر پاسخ این سؤال را بیابد: "چگونه از این هزارتو خارج شوم؟" او را به خواب خواهد برد. مایلز با امتناع از جانبداری در رقابت بین جنگجویان و سرهنگ، اندام خود را در پلاستیک بسته می‌کند و در طول شب به داخل دریاچه پرتاب می‌شود.                                                                                                |                                           |                  |                                 |                |
| ۲ | «به آنها بگو من چیزی گفتم…»               | راشل لی گلدنبرگ  | جاش شوارتز و وارن هسو لئونارد   | ۱۸ اکتبر ۲۰۱۹  |
| سرهنگ توسط دوست دخترش سارا به یک توپ باشگاهی روستایی دعوت می‌شود. مایلز، سرهنگ، تاکومی و آلاسکا توافق کردند که به جنگ‌جویان آخر هفته حمله کنند، که منجر به یک سری شوخی‌ها علیه هر دو طرف شد. به عنوان بازپرداخت برای یک شوخی رنگ مو، جنگجویان آخر هفته لباس جدید سرهنگ را نابود می‌کنند. آلاسکا به دوختن یکی دیگر کمک می‌کند و مخفیانه با تاکومی و مایلز به توپ نفوذ می‌کند. عقاب متوجه دخالت مایلز در شوخی‌ها می‌شود و مایلز تصمیم می‌گیرد با شنیدن و خطر اخراج مواجه شود تا از سرزنش دوستانش جلوگیری کند. آلاسکا با جنگ‌جویان آخر هفته موافقت می‌کند. در جلسه، هیئت منصفه دانش‌آموز به لطف مجموعه‌ای از لطف‌هایی که سرهنگ، تاکومی و آلاسکا موافقت کردند برای اعضای هیئت منصفه انجام دهند، از جمله قرار ملاقات همکلاسی‌شان لارا با مایلز، به مایلز مجازات خفیفی می‌دهند. |                                           |                  |                                 |                |
| ۳ | «هیچوقت احساس بهتری نداشتم…»              | برت هیلی         | استفنی سوج و اشلی ویگفیلد       | ۱۸ اکتبر ۲۰۱۹  |
| آلاسکا شروع به برنامه‌ریزی یک قرار گروهی می‌کند تا مایلز در نهایت با لارا بیرون برود. تاکومی می‌آموزد که پل و ماریا در یک بازی بسکتبال آینده از کالور کریک دیدن خواهند کرد. دوست پسر آلاسکا جیک برای شب قرار می‌آید. زمانی که مایلز ضربه مغزی می‌شود و ماریا آلاسکا را به موش بودن متهم می‌کند، تاریخ به جنوب می‌رود. سارا از اینکه سرهنگ طرف آلاسکا را گرفته وحشت زده می‌شود و از او جدا می‌شود. تاکومی به سرهنگ می‌گوید که روزی که پل و ماریا اخراج شدند آلاسکا را دیده بود که به خانه عقاب رفت. آلاسکا با جیک از کالور کریک فرار می‌کند اما بعداً او را ترک می‌کند و معتقد است که او به اندازه کافی خوب نیست. با بازگشت به مدرسه، آلاسکا به دلیل ترک دبیرستان بدون اجازه به خانه عقاب برده می‌شود، جایی که او از او می‌خواهد که اجازه دهد او در کالور کریک بماند. |                                           |                  |                                 |                |
| ۴ | «تغذیه دلپذیر است»                        | آمی کینن مان     | جاش شوارتز و کرک ا. مور         | ۱۸ اکتبر ۲۰۱۹  |
| در حالی که تاکومی و سرهنگ از او دوری می‌کنند، آلاسکا از مایلز می‌خواهد تا در روز شکرگزاری در کالور کریک با او بماند. به‌طور تصادفی، مایلز از طریق تلفن با جیک صحبت می‌کند و متوجه می‌شود که آلاسکا ارتباط خود را با او قطع کرده‌است. این دو به خاطر الکل و فیلم‌های مستهجن، خوابگاه‌های دانشجویی را غارت می‌کنند. پس از اینکه مایلز در مورد آن سؤال کرد، آلاسکا با جیک تماس می‌گیرد و رسماً از او جدا می‌شود. پس از اینکه متوجه شد این دو در مدرسه تنها هستند، دولورس مادر سرهنگ آنها را برای روز شکرگزاری به خانه خود دعوت می‌کند. گروه در ابتدا اوقات خوبی را سپری می‌کنند، اما تمایل مایلز به خوابیدن با آلاسکا و امتناع سرهنگ از برقراری ارتباط مجدد، آلاسکا را بیش از هر زمان دیگری منزوی می‌کند. |                                           |                  |                                 |                |
| ۵ | «من به شما نشان خواهم داد که شلیک نمی‌کند» | کلیا دووال       | لیلا گرشتاین و کندال راجرز      | ۱۸ اکتبر ۲۰۱۹  |
| سرهنگ از دیدن اینکه سارا در حال حاضر با لانگ ول قرار می‌گیرد اذیت می‌شود. مایلز سعی می‌کند لارا را متقاعد کند که با او به رقص مدرسه برود. در طول شب، جنگجویان آخر هفته به خوابگاه آلاسکا سیل می‌آیند و بخش بزرگی از کتابخانه زندگی او را ویران می‌کنند. آلاسکا، تاکومی و سرهنگ با هم آشتی می‌کنند و طرحی را برای خرابکاری برنامه‌های کالج رزمندگان در حالی که همه در حال رقص هستند، تدوین می‌کنند. از مایلز خواسته می‌شود که مراقب باشد، که تقریباً قرار ملاقات او با لارا را خراب می‌کند. عقاب نزدیک بود آنها را بگیرد، اما تاکومی و مایلز آتش بازی کردند تا او را دور کنند. پس از انجام موفقیت‌آمیز شیرین‌کاری، آلاسکا نحوه مرگ مادرش را فاش می‌کند و به مایلز اعتراف می‌کند که دلیل عدم تمایل او برای رفتن به خانه همین بوده‌است. |                                           |                  |                                 |                |
| ۶ | «ما همه می‌رویم»                           | مگان گریفیث      | وارن هسو لئونارد و اشلی ویگفیلد | ۱۸ اکتبر ۲۰۱۹  |
| در یک فلاش بک، آلاسکای جوانی را با مادرش در باغ وحش می‌بینیم، جایی که او به او می‌آموزد که همیشه به مادر نیاز است. مایلز و لارا رابطه خود را به سرعت پیش می‌برند. در همین حال، سرهنگ باید با عواقب شوخی‌های گروه روبرو شود زیرا والدین جنگجویان تهدید می‌کنند که علیه کالور کریک به دلیل درخواست‌های تقلبی اقدام قانونی می‌کنند. لارا و مایلز بر سر وفاداری مایلز به دوستانش دعوا می‌کنند. مایلز و آلاسکا در آخرین شب او در کالور کریک با سرهنگ می‌مانند. در حالی که سرهنگ در حالت مستی به خواب می‌رود، مایلز و آلاسکا بازی حقیقت یا جرأت را آغاز می‌کنند و در نهایت آلاسکا اعتراف می‌کند که احساساتی نسبت به مایلز داشته و لحظه ای صمیمی بین آن دو داشته‌است. هر دو به خواب می‌روند و آلاسکا می‌گوید "ادامه دارد". بعداً در شب، یک آلاسکای گریان و هنوز مست، هم مایلز و هم سرهنگ را از خواب بیدار می‌کند و از آنها می‌خواهد که حواس Eagle را منحرف کنند تا او بتواند از دبیرستان خارج شود. پسرها رعایت می‌کنند و اپیزود با راندن آلاسکا به تاریکی به پایان می‌رسد. |                                           |                  |                                 |                |
| ۷ | «اکنون رمز و راز می‌آید»                   | رشاد ارنستو گرین | جاش شوارتز و استفانی ساویج      | ۱۸ اکتبر ۲۰۱۹  |
| عقاب مجمعی را فرا می‌خواند و به مدرسه اطلاع می‌دهد که آلاسکا یانگ شب قبل محوطه دبیرستان را ترک کرد و در یک تصادف وحشتناک جان باخت. علت این حادثه مستی وی است. شخصیت‌ها سعی می‌کنند دلیل مرگ آلاسکا را کنار هم بگذارند. در طول تشییع جنازه او، باند متوجه می‌شود که دوست پسر سابق آلاسکا، جیک، شبی که او مرده با او تماس گرفته‌است. آنها به این نتیجه رسیدند که در طول تماس، او سالگرد آنها را به یاد آورد و به دلیل گناهکاری که با مایلز جدا شد و با مایلز درگیر شد، برای عذرخواهی به سمت جیک رانندگی می‌کرد که در تصادف تصادف کرد. این نتیجه‌گیری زیر سؤال می‌رود زیرا مایلز و سرهنگ خطی را می‌بینند که آلاسکا در نسخه خود از "ژنرال و هزارتوی او" نوشته‌است و آنها را به این فکر می‌کند که آلاسکا ممکن است خودکشی کرده باشد. |                                           |                  |                                 |                |
| ۸ | «اونجا خیلی قشنگه»                        | جاش شوارتز       | جاش شوارتز                      | ۱۸ اکتبر ۲۰۱۹  |
| مایلز، سرهنگ و تاکومی به تحقیق در مورد مرگ آلاسکا ادامه می‌دهند و اکنون در تلاش هستند تا مشخص کنند که آیا او خودکشی کرده‌است یا خیر. آن‌ها متوجه می‌شوند که آلاسکا قرار نبود جیک را ببیند، بلکه قرار بود در سالگرد مرگ مادرش، قبر مادرش را ببیند. در حالی که آنها هنوز قادر به پاسخگویی به این سؤال نیستند که آیا آلاسکا خودکشی کرده‌است یا خیر، به آنها بسته می‌شود. بعداً، دوستان برنامه‌ریزی می‌کنند و یک شوخی یادبود برای آلاسکا یانگ بازی می‌کنند که حتی عقاب را سرگرم می‌کند. این اپیزود با روایت مایلز در مورد عدم قطعیت در پس مرگ آلاسکا، در مورد اینکه چگونه همه حداقل کمی سرزنش می‌شوند و اینکه چگونه می‌توان با این وجود بخشید، به پایان می‌رسد. چند داستان فرعی جزئی که در قسمت‌های قبلی ساخته شده بودند نیز در قسمت پایانی حل می‌شوند. عقاب بیش از یک مدیر مستبد انسانی شده‌است. تاکومی و لارا، مانند عقاب و خانم اومالی، معلم فرانسوی، رابطه ای را آغاز می‌کنند.                                                                                    |                                           |                  |                                 |                |

## تولید

### انتشار
در آوریل ۲۰۲۰، در جستجوی آلاسکا در سی‌بی‌سی تله‌ویژن در کانادا منتشر شد.

## بازخورد
«در جستجوی آلاسکا» مورد تحسین منتقدان و خوانندگان کتاب قرار گرفته‌است. با ستایش از نویسندگی، اجراها (مخصوصاً پلامر، فراث و عشق)، جلوه‌های بصری، موسیقی متن آن (با توجه منتقدان که آن را با سایر سریال‌های شوارتز «The O.C.» مقایسه می‌کنند)، کارگردانی، و بهبود منابع آن. همچنین منتقدان این سریال را بهترین سریال شوارتز تا به امروز نامیدند. در بازبینی جمعی راتن تومیتوز، این مینی سریال دارای رتبه تأیید «تازه تأیید شده» ۹۱٪ بر اساس ۳۵ بررسی، با میانگین امتیاز ۸٫۵/۱۰ است. اجماع انتقادی این وب‌سایت می‌گوید: «در جستجوی آلاسکا» تلخ‌شیرین و زیبا، اقتباس نادری است که از منبع خود منحرف می‌شود تا چیزی حتی بهتر را پیدا کند. در متاکریتیک، بر اساس ۱۰ منتقد، میانگین وزنی ۷۲ از ۱۰۰ را دارد که نشان‌دهنده «بررسی‌های عموماً مطلوب» است.